# جمهورية أنغولا الشعبية
جمهورية أنجولا الشعبية (بالبرتغالية: República Popular de Angola‏)؛ تمثل فترة من تاريخ أنجولا كدولة اشتراكية أنشئت في عام 1975 بعد أن تم منحها الاستقلال من البرتغال كما حدث لجمهورية موزامبيق الشعبية، وتمتعت الدولة الجديدة بعلاقات ودية مع الاتحاد السوفياتي وكوبا وجمهورية موزامبيق الشعبية. كانت البلاد تحت حكم الحركة الشعبية لتحرير أنغولا (MPLA)، التي كان مسؤولة تحويلها إلى نظام ماركسي لينيني ذي حزب واحد وكانت تلك الحركة مدعومة من قبل كل من كوبا والاتحاد السوفياتي.
في 11 نوفمبر 1975 نشبت الحرب الأهلية بين الحركة الشعبية لتحرير أنغولا وحركة الاتحاد الوطني للاستقلال التام لأنغولا (يونيتا)  بدعم من كل من جنوب أفريقيا والولايات المتحدة.
في عام 1991 تم توقيع اتفاق السلام بين الحركة الشعبية والاتحاد الوطني الذي سمح بانتخابات متعددة الأحزاب في أنغولا. وعلى الرغم من أن تلك لم تكن نهاية الحرب واستمرار النزاعات التي ستتبع ذلك، تم تفكيك جمهورية أنجولا الشعبية عام 1992 لتصبح جمهورية أنغولا الحالية.